# منتخب الجبل الأسود تحت 21 سنة لكرة اليد
منتخب الجبل الأسود تحت 21 سنة لكرة اليد هو ممثل الجبل الأسود الرسمي في المنافسات الدولية في كرة اليد
.